# 2 of One
2 of One – kaseta wideo wydana przez zespół Metallica, 6 czerwca 1989 roku, zawierająca dwie wersje teledysku do piosenki "One" z albumu …And Justice for All.
Wideo (jak i teledyski na nim zawarte) zostało wyreżyserowane przez Billa Pope’a i Michaela Salomona w Los Angeles, USA. W oryginalnej wersji teledysku użyte zostały fragmenty z filmu Johnny Got His Gun w reżyserii Daltona Trumbo.
Wideo zawiera:
- Wprowadzenie (wywiad z Larsem Ulrichem) – 5:43
- Oryginalną wersję teledysku – 7:44
- Improwizowaną wersję teledysku – 5:05

Wszystkie części tej kasety wideo zawarte są na DVD (po raz pierwszy, 2 of One jest dostępne tylko na kasecie VHS) Metalliki, The Videos 1989–2004, wydanym 4 grudnia 2006 roku.
Wideo i teledyski, Metallica nagrywała w składzie:
- James Hetfield – śpiew, gitara rytmiczna
- Lars Ulrich – perkusja
- Kirk Hammett – gitara prowadząca
- Jason Newsted – gitara basowa